# 4632 Удакава
4632 Удакава (4632 Udagawa) — астероїд головного поясу, відкритий 17 грудня 1987 року.
Тіссеранів параметр щодо Юпітера — 3,633.
Названо на честь фізика Удакави (яп. うだかわ(宇田川)哲夫 удакава).